# KFNB – Adler und Pfeil
| KFNB „Adler“ und „Pfeil“ | KFNB „Adler“ und „Pfeil“ | KFNB „Adler“ und „Pfeil“ |
| ------------------------ | ------------------------ | ------------------------ |
| kein Bild vorhanden      |                          |                          |
| Technische Daten         |                          |                          |
|                          | Adler                    | Pfeil                    |
| Bauart                   | 1A1 n2                   | 1A1 n2                   |
| Zylinder-Ø               | 329 mm                   | 362 mm                   |
| Kolbenhub                | 483 mm                   | 527 mm                   |
| Treibrad-Ø               | 1791 mm                  | 1686 mm                  |
| Laufrad-Ø vorne          | 1218 mm                  | 1212 mm                  |
| Laufrad-Ø hinten         | 1080 mm                  | 1054 mm                  |
| Fester Radstand          | k. A.                    | k. A.                    |
| Gesamtradstand           | k. A.                    | k. A.                    |
| Gesamtradstand + Tender  | k. A.                    | k. A.                    |
| Heizfl. d. Rohre         | 42,5 m²                  | 44,0 m²                  |
| Heizfl. d. Feuerbüchse   | 5,1 m²                   | 5,1 m²                   |
| Rostfl.                  | k. A.                    | k. A.                    |
| Dampfdruck               | 5,4                      | 5,4                      |
| Gewicht (leer)           | 12,9 t                   | 13,8 t                   |
| Adhäsionsgewicht         | k. A.                    | k. A.                    |
| Dienstgewicht            | 14,0 t                   | 14,9 t                   |
| Dienstgewicht + Tender   | k. A.                    | k. A.                    |
| Wasser                   | 2,5 m³                   | k. A.                    |
| Kohle                    | 4,7 m³                   | k. A.                    |
| Länge                    | k. A.                    | k. A.                    |
| Länge + Tender           | k. A.                    | k. A.                    |
| Höhe                     | k. A.                    | k. A.                    |

Die Dampflokomotiven Adler und Pfeil waren Personenzuglokomotiven der KFNB.
Sie wurden von der Lokomotivfabrik Jones, Turner & Evans 1841 geliefert und hatten die Achsformel 1A1.
Die Maschinen wurden bis 1853 umgebaut und hatten dann, obwohl bei Lieferung identisch, unterschiedliche Abmessungen (vgl. Tabelle).
Die Lokomotiven wurden 1865 ausgemustert und anschließend verschrottet.